# Sinigrine

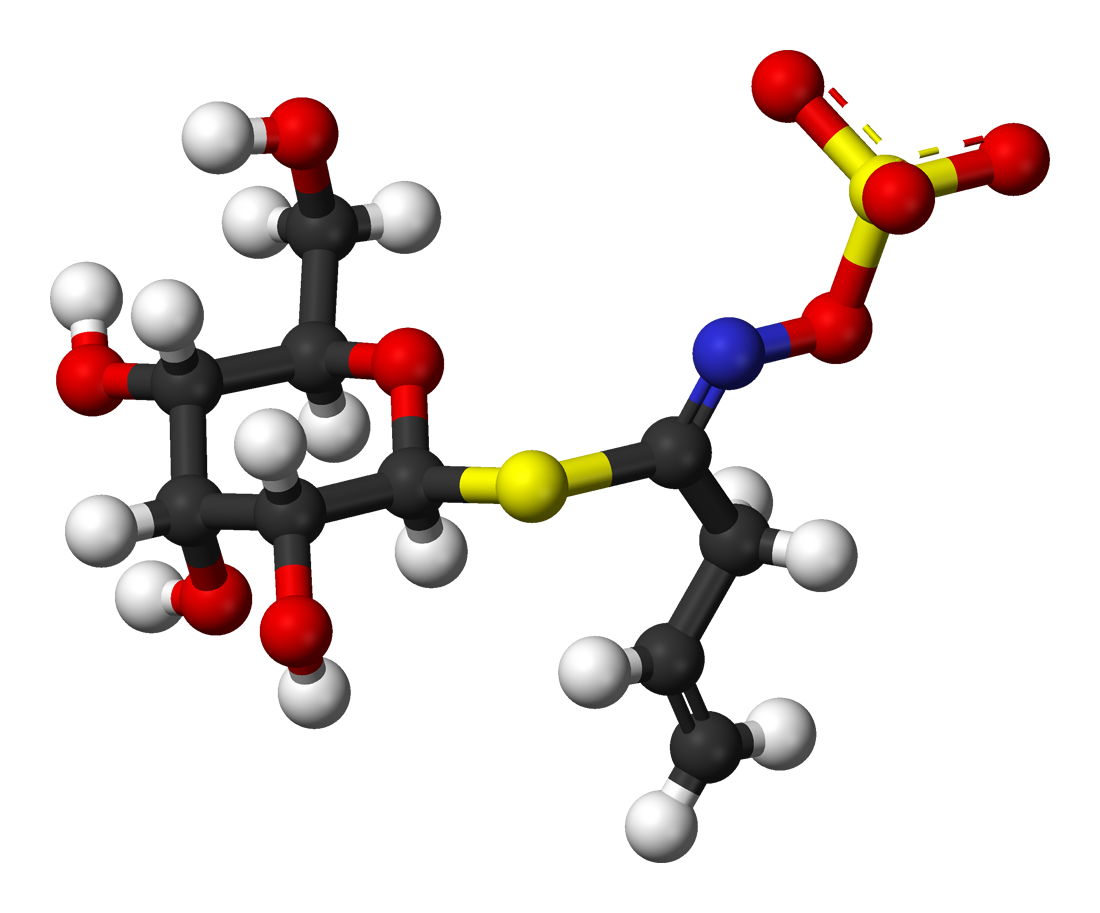
Le modèle moléculaire de l'anion de la sinigrine

La sinigrine est un glucosinolate de la famille des hétérosides que l'on retrouve dans certaines plantes du genre Brassica, telles les choux de Bruxelles, les brocolis et les graines de moutarde noire. Elle a été isolée à partir des graines de la moutarde noire Brassica nigra sous la forme de sel de potassium.
La désignation chimique de la sinigrine est allylglucosinolate ou 2-propénylglucosinolate.

## Propriétés
Lorsque les tissus d'une plante contenant de la sinigrine sont écrasés ou endommagés, l'enzyme myrosinase dégrade la sinigrine en huile de moutarde (isothiocyanate d'allyle) qui est responsable du goût piquant de la moutarde, du raifort et du wasabi.
En revanche, les graines de moutarde blanche sont perçues comme moins piquantes, vu qu'elles contiennent un glucosinolate différent, la sinalbine.
Des recherches du Norwich Research Park (en) (NRP), Angleterre, suggèrent que la sinigrine pourrait détruire les cellules pré-cancéreuses (apoptose).